# Rovnodennost

Oslunění Země o rovnodennosti

Rovnodennosti a slunovraty (zemská osa je zde zobrazena svisle; Solstice – slunovrat; Equinox – rovnodennost; Sun – zdánlivá poloha Slunce)

Rovnodennost (lat. aequinoctium) je okamžik, kdy je Slunce v rovině zemského rovníku, takže jeho paprsky dopadají na Zemi kolmo k její ose, souběžně s průřezy zemských rovnoběžek. Rovnodennost nastává dvakrát do roka:
- 20. března, kdy střed obrazu Slunce na nebeské sféře prochází jarním bodem, a
- 22. až 23. září, kdy prochází podzimním bodem.

Březnová rovnodennost je na severní polokouli přechod z astronomické zimy do jara, a mluvíme tedy o jarní rovnodennosti, kdežto v září přechází léto v podzim a mluvme o rovnodennosti podzimní. Naproti tomu na jižní polokouli začíná jaro v září a podzim v březnu.

## Popis rovnodenností
- Rovnodennosti nemají vztah se vzdáleností Země od Slunce či polohou vůči apsidám dráhy Země.
- Přesné datum (okamžik) rovnodennosti se mění proto, že se liší délka kalendářního roku a astronomického roku tropického:
  - 4letý juliánský cyklus přestupných roků způsobuje, že v běžném roce (je kratší) nastane rovnodennost o cca 1/4 dne později než v předchozím roce. V přestupné roce se datum rovnodennosti posune o přestupný den zpět a tím se datum srovná.
  - Nepřesnost 4letého cyklu, tedy že průměrný rok nepatrně předbíhá tropický rok, způsobuje, že v dlouhodobém horizontu se datum „stěhuje“ dozadu, tedy nastává rovnodennost dříve. To vyrovnává 400letý cyklus gregoriánský. Proto se od roku 1900 datum březnové rovnodennosti stěhuje od 21. směrem k 19. březnu, příští gregoriánská korekce nastane v roce 2100 – vynechá se přestupný den a rovnodennosti budou o den později.
- Jako astronomické jevy neurčují kalendářové přechody na letní čas a zpět, které se stanovují administrativně. Protože čas východu a západu Slunce se nemění symetricky, bývá to poslední neděli v březnu a v říjnu.
- Slunce o rovnodennosti vychází přesně na východě a zapadá na západě (ovšem horizont pohledu by musel být v nadmořské výšce 0 m nad Středozemním mořem). Na rovníku přechází v poledne přes nadhlavník.
- V den rovnodennosti Slunce osvěcuje oba zemské póly, kde se tak střídá polární den a noc.

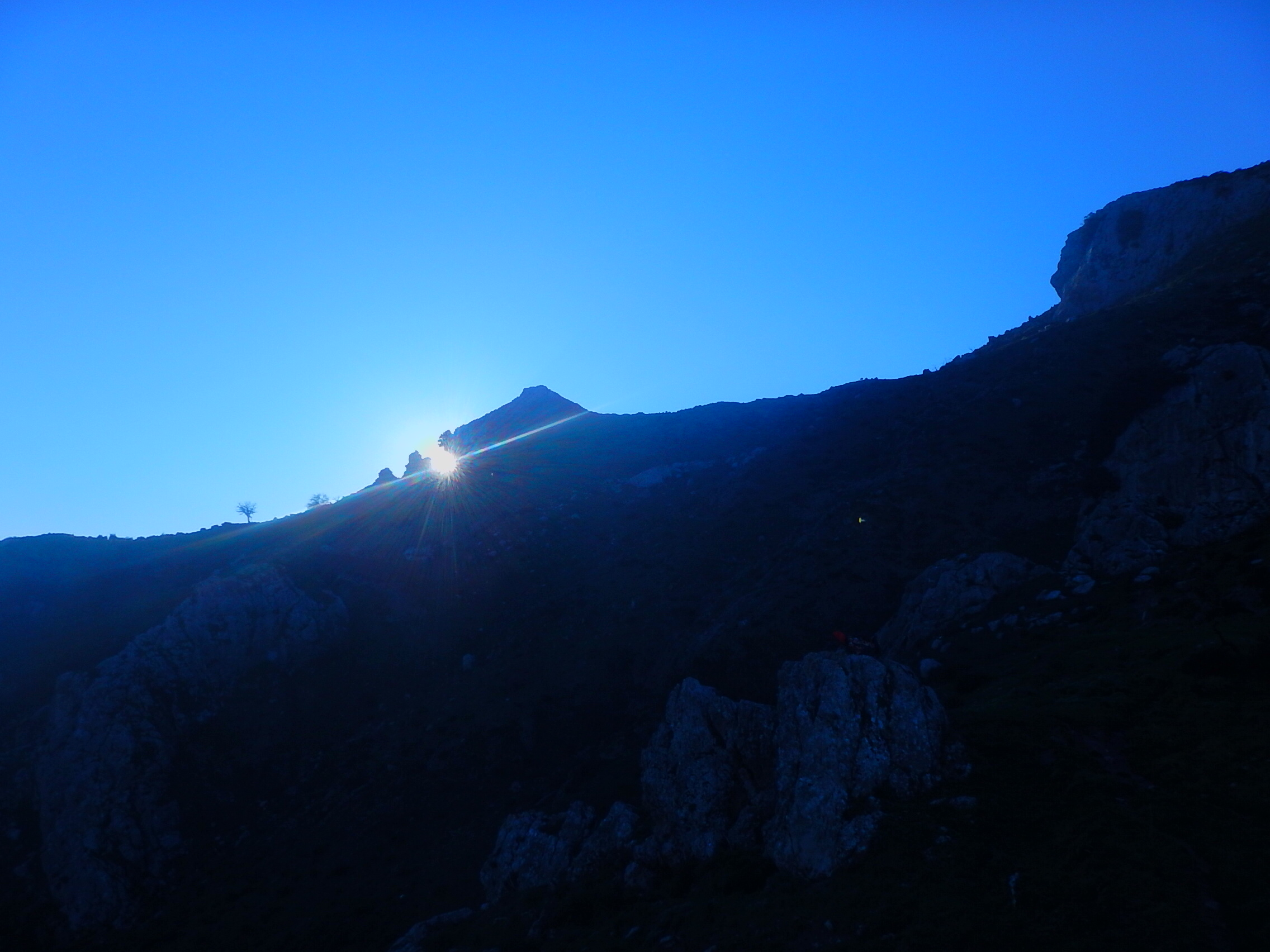
Západ slunce během rovnodennosti pozorovaný z Pizzo Vento ve městě Fondachelli-Fantina na Sicílii

- Slovo „rovnodennost“ naznačuje, že den by měl být stejně dlouhý jako noc. Jenže sluneční kotouč není bod a jeho paprsky se navíc v atmosféře ohýbají (refrakce), takže v den rovnodennosti je Slunce viditelné nad obzorem přibližně 12 hodin a 10 minut, pod obzorem je jen 11 hodin a 50 minut;[2] „skutečná“ světelná rovnodennost může být i o několik dní posunutá.[3]

### Březnová rovnodennost
- V Česku a na celé severní polokouli jde o jarní rovnodennost (na jižní polokouli je to podzimní rovnodennost).
- Nastává nejčastěji 20. března.
- Dříve nastávala často i 21. března, ale v 21. století to nastalo naposledy v roce 2011. Další výskyt bude až od roku 2102.[4][5]
- Vzácně může být i 19. března (poslední výskyt roku 1796,[6] příští výskyt 2048).[4][5]
- Na severním pólu Slunce vyjde – začíná polární den.
- Na jižním pólu Slunce zapadne – začíná polární noc.
- Průměrná denní teplota je 6,3 °C.[kde?]

### Zářijová rovnodennost
- V Česku a na celé severní polokouli jde o podzimní rovnodennost (na jižní polokouli je to jarní rovnodennost).
- Nastává obvykle 22. či 23. září.
- Vzácně může být i 21. září (příští výskyt 2092) nebo 24. září (poslední výskyt roku 1931, příští výskyt 2303).[6]
- Na severním pólu Slunce zapadne – začíná polární noc.
- Na jižním pólu Slunce vyjde – začíná polární den.
- Průměrná denní teplota je 14,6 °C[kde?] (přibližně o 8 stupňů vyšší než na jaře, což je teplotní hystereze).

## Historie a význam
V okolí slunovratu se délka dne mění velmi pomalu, a určit den slunovratu je proto obtížné. Naproti tomu rovnodennost lze s přesností jednoho dne určit daleko jednoduššími prostředky. Protože sluneční paprsky dopadají za rovnodennosti na zemský povrch kolmo k zemské ose, pohybuje se stín libovolného pevného bodu (například vrcholu jakékoli tyče) v průběhu dne po přímce (přesněji řečeno po rovnoběžce). Stačí tedy zaznamenat tři polohy stínu téhož bodu v průběhu dne, a pokud leží na přímce, je právě rovnodennost.
Je proto pravděpodobné, že nejstarší kultury zakládaly svůj kalendář právě na rovnodennosti, která v některých kulturách určovala počátek roku. Tak je tomu například ve Starém zákoně (Ex 12, 2 (Kral, ČEP)), který ovšem zachoval i jinou tradici podzimního počátku roku. Na jarní rovnodennosti dodnes závisí i proměnné datum židovských i křesťanských Velikonoc.